# Dendrobium pseudoequitans
Dendrobium pseudoequitans là một loài thực vật có hoa trong họ Lan. Loài này được Fessel & Lückel mô tả khoa học đầu tiên năm 2000.